# 勇者は語らず いま、日米自動車戦争は
『勇者は語らず』（ゆうしゃはかたらず）は、1983年2月7日から2月10日にNHK総合で放映された全4話のテレビドラマである（テレビジョン放送開始30周年記念ドラマ）。

## 概要
自動車産業を舞台にした。

## 出演

### 主要人物
- 川奈龍三：三船敏郎
- 冬木毅：丹波哲郎
- 山岡悠吉：鶴田浩二

### その他
- 正木玲子：寺島純子
- 山岡健：永島敏行
- 河合京子：名取裕子
- 島田徹：柴田恭兵
- 三好早苗：夏木マリ
- 羽根部次長：近藤洋介
- 金貝支社長：加藤和夫
- 長野事務次官：渡辺文雄
- 野村好江：鳳八千代
- 山岡由利子：高森和子
- 山岡美代子：山本郁子
- 冬木美雪：沢鮎美
- 日室：角野卓造
- 須田工場長：武内文平
- マイケル・ハーマン：ウィリアム・ロス
- トニー・ストライカー：ダン・ケニー
- 野村啓司：二谷英明
- 笹森昭吾：山内明
- 影山壮太郎：中条静夫
- 山藤俊介：高松英郎
- 玉井静江：吉行和子
- 川奈清子：加藤治子
- 工場長：川部修詩
- 岸本部次長：林昭夫
- 松浦部長：伊藤正博
- ティム・クボタ：池田鴻
- 金貝容子：木村翠
- 菊田：宇南山宏
- 瀬川次長：山崎満
- 吉井：梅原正樹
- カメラマン：佐久間公彦
- お手伝いさん：春江ふかみ
- 職長：田辺宏章
- 労働組合幹部：西田健
- 川村誠：山﨑努

## スタッフ
- 制作：近藤晋
- 原案：城山三郎
- 脚本：岩間芳樹
- 演出：和田勉
- 音楽：湯浅譲二

## サブタイトル
1. いま、日米自動車戦争は
2. きょう、オハイオの大地に立つ
3. きのう、二人は戦友だった
4. あした、生きるために